# Scabridens sinensis
Scabridens sinensis är en bladmossart som beskrevs av Edwin Bunting Bartram 1936. Scabridens sinensis ingår i släktet Scabridens och familjen Pterobryaceae. Inga underarter finns listade i Catalogue of Life.